# Télécabine de La Molina - Alp 2500
La télécabine de La Molina - Alp 2500 a été mise en service en 1999 dans la station de ski de La Molina, gérée par la Chemins de fer de la généralité de Catalogne (FGC), afin de se connecter au domaine skiable de la station de ski de La Masella, en appelant l’ensemble des deux stations: Alp 2500. En été, c’est l’une des attractions principales de La Molina, puisque la station supérieure devient le point de départ de plusieurs activités de loisir.

## Caractéristiques techniques
La ligne fait 2800 m de longueur pour un dénivelé de 685 m. Les télécabine ont une capacité de 8 passagers par cabine soit 640 kg. La station basse est située à 1655 m d'altitude et la station haute est située à 2340 m d'altitude. Il y a 27 pylônes pour tenir le câble et la télécabine fonctionne par traction électrique. La ligne possède 48 véhicules et a été construit par Doppelmayr et Gangloff.